# Arkadia (radioodbiornik)
Arkadia – polski lampowy monofoniczny radioodbiornik, wytwarzany na eksport przez Zakłady Radiowe im. Marcina Kasprzaka w Warszawie. Dostosowany do odbioru stacji radiowych na falach długich, średnich, krótkich i UKF w zakresie CCIR.

## Charakterystyka
Jest to przeznaczona na eksport wersja radioodbiornika Arkona 2. Układ odbiornika jest superheterodyną z pojedynczą przemianą częstotliwości, zawiera 5 lamp elektronowych całoszklanych, dziewięcionóżkowych typu nowal (ECC85 wzmacniacz w.cz. oscylator i mieszacz FM, ECH81 lokalny oscylator w.cz. i mieszacz, EBF89 wzmacniacz p.cz. i detektor AM, ECL82 przedwzmacniacz i wzmacniacz mocy m.cz., EM80 optyczny wskaźnik dostrojenia). Połączenia wykonane są na płytce drukowanej ustawionej pionowo, z lampami znajdującymi w położeniu poziomym, co sprzyja odprowadzaniu ciepła ze szklanej bańki.
Odbiornik radiowy Arkadia ma wewnątrz obudowy, po prawej stronie, antenę ferrytową dla zakresów fal długich i średnich. Zakresy fal radiowych zmienia się przy pomocy przełącznika klawiszowego z ośmioma klawiszami, umieszczonymi na dole przodu obudowy. Schemat ideowy urządzenia zbliżony jest do schematu elektrycznego radioodbiornika Goplana 3211, lecz uzupełniony o zakres fal UKF (CCIR), a fale krótkie wydzielono w jeden zakres.
Głośnik wbudowano po lewej, frontowej stronie obudowy. Zastosowano klawiszową, skokową regulację tonów niskich i wysokich przy pomocy dwóch klawiszy znajdujących się po skrajnych stronach przełącznika. Tor wzmacniający sygnał audio można użyć jako wzmacniacz dla gramofonu – zewnętrznego źródła sygnału. Gniazdo wejściowe dla gramofonu (z tyłu skrzynki) dla dwóch wtyków bananowych.
Z tyłu odbiornika znajdują się: gniazda antenowe dla zewnętrznych anten (jedna dla zakresu DSK i druga dla zakresu UKF), gniazdo uziemienia, gniazdo DIN dla magnetofonu, a także gniazdo dla dodatkowego głośnika zewnętrznego.
Z powodu eksportowego przeznaczenia konstrukcji napisy na ściankach przedniej i tylnej sporządzono w języku angielskim.